# Zdravstvo
Zdravstvo ili javno zdravstvo i zdravstvena zaštita bavi se opasnostima za opće zdravlje zajednice na temelju zdravstvenih analiza stanovništva. Mnoge organizacije definiraju zdravlje i promicanje zdravlja na razne načine. Svjetska zdravstvena organizacija, tijelo UN-a koje postavlja standarde i vrši svjetsko nadziranje bolesti, definira zdravlje kao "stanje potpunog tjelesnog, duševnog i društvenog blagostanja, a ne samo sloboda od bolesti ili invalidnosti".
Riječ "stanovništvo" se u ovom kontekstu može odnositi na sve od šačice ljudi do cijelih kontinenata (npr. u slučaju pandemije). Zdravstvo ima mnogo podvrsta, ali obično se dijeli na epidemiologiju, biostatistiku i zdravstvene usluge. Zdravlje okoliša, društveno zdravlje i zdravlje na radu također su važna područja zdravstva.
Cilj zdravstva je spriječiti radije nego liječiti bolest, i to kroz nadzor slučajeva bolesti i promicanje zdravog života. Osim tih djelatnosti, liječenje neke bolesti često ima ključnu važnost za sprečavanje iste bolesti kod drugih, kao što se događa kod izbijanja zaraznih bolesti. Cijepljenje i dijeljenje kondoma su neki primjeri zdravstvenih mjera.  

## Vanjske poveznice
Mrežna mjesta
- Ministarstvo zdravstva Republike Hrvatske
- Hrvatski zavod za javno zdravstvo